# Lynchia spinosa
Lynchia spinosa är en tvåvingeart som beskrevs av Maa 1969. Lynchia spinosa ingår i släktet Lynchia och familjen lusflugor. Inga underarter finns listade i Catalogue of Life.